# Ландгрен, Андреас
Свен Андреас Ландгрен (швед. Sven Andreas Landgren; род. 17 марта 1989, Хельсингборг, Мальмёхус) — шведский футболист, защитник клуба «Хельсингборг».

## Клубная карьера
Является воспитанником «Хельсингборга», в который пришёл в четырёхлетнем возрасте. В его составе прошёл путь от детских команд до основной. 26 октября 2006 года дебютировал в чемпионате Швеции в игре с «Кальмаром». 7 июля 2009 года подписал трёхлетний контракт с итальянским «Удинезе», который начинал действовать с 2010 года.
За итальянский клуб не сыграл ни одного официального матча, в связи с чем летом 2010 года отправился на правах аренды в «Виллем II». 11 сентября 2010 года дебютировал за нидерландский клуб в матче чемпионата страны с «Аяксом». Всего за время аренды принял участие в 14 матчах и забил два мяча. По окончании аренды вернулся в Италию. В августе 2011 года также на правах аренды присоединился к норвежскому «Фредрикстаду». Первую игру в чемпионате Норвегии провёл 21 августа в гостях против «Тромсё». По окончании аренды подписал с клубом полноценный контракт.
В апреле 2013 года на правах аренды до конца года перешёл в «Хальмстад». 14 апреля в игре с «Ефле» первый раз вышел на поле в футболке нового клуба, выйдя на замену в середине второго тайма. 5 мая во встрече с «Эстером» забил первый мяч, который принёс его клубу победу.
22 января 2014 года вернулся «Хельсингборг». 16 марта в игре группового этапа кубка страны с «Сюрианской» получил травму колена в начале первого тайма, в результате чего был вынужден пропустить весь предстоящий сезон. Впервые после восстановления от травмы сыграл 4 апреля 2015 года в первом туре нового сезона с «Кальмаром», появившись на поле на 81-й минуте вместо Дарияна Боянича.

## Карьера в сборной
Выступал за юношеские и молодёжные сборные Швеции. В июне 2009 года в составе молодёжной сборной принимал участие в домашнем чемпионате Европы. На турнире принял участие в трёх встречах: две на групповом этапе против Беларуси и Сербии и полуфинальный матч с Англией.
28 января 2009 года дебютировал в составе национальной сборной Швеции в товарищеской игре с Мексикой, выйдя на замену на 75-й минуте вместо Александра Фарнеруда.

## Личная жизнь
Его отец, Свен-Оке, в прошлом также футболист, провёл более 350 матчей за «Хельсингборг», в 2007 году был включён в сборную клуба всех времён.

## Достижения
Хельсингборг:
- Победитель Суперэттана: 2018
- Финалист Кубка Швеции: 2013/14

## Клубная статистика
| Выступление      | Выступление      | Выступление      | Лига | Лига | Кубки | Кубки | Конт. кубки | Конт. кубки | Разное | Разное | Итого | Итого |
| Клуб             | Лига             | Сезон            | Игры | Голы | Игры  | Голы  | Игры        | Голы        | Игры   | Голы   | Игры  | Голы  |
| ---------------- | ---------------- | ---------------- | ---- | ---- | ----- | ----- | ----------- | ----------- | ------ | ------ | ----- | ----- |
| Хельсингборг     | Алльсвенскан     | 2006             | 2    | 0    | 0     | 0     | 0           | 0           | 0      | 0      | 2     | 0     |
| Хельсингборг     | Алльсвенскан     | 2007             | 10   | 2    | 0     | 0     | 0           | 0           | 0      | 0      | 10    | 2     |
| Хельсингборг     | Алльсвенскан     | 2008             | 19   | 1    | 0     | 0     | 0           | 0           | 0      | 0      | 19    | 1     |
| Хельсингборг     | Алльсвенскан     | 2009             | 21   | 1    | 2     | 0     | 5           | 0           | 0      | 0      | 28    | 1     |
| Хельсингборг     | Итого            | Итого            | 52   | 4    | 2     | 0     | 5           | 0           | 0      | 0      | 59    | 4     |
| Виллем II        | Эредивизи        | 2010/11          | 13   | 2    | 1     | 0     | 0           | 0           | 0      | 0      | 14    | 2     |
| Виллем II        | Итого            | Итого            | 13   | 2    | 1     | 0     | 0           | 0           | 0      | 0      | 14    | 2     |
| Фредрикстад      | Элитсерия        | 2011             | 12   | 0    | 2     | 0     | 0           | 0           | 0      | 0      | 14    | 0     |
| Фредрикстад      | Элитсерия        | 2012             | 27   | 1    | 0     | 0     | 0           | 0           | 0      | 0      | 27    | 1     |
| Фредрикстад      | Итого            | Итого            | 39   | 1    | 2     | 0     | 0           | 0           | 0      | 0      | 41    | 1     |
| Хальмстад        | Суперэттан       | 2013             | 27   | 2    | 1     | 0     | 0           | 0           | 2      | 0      | 30    | 2     |
| Хальмстад        | Итого            | Итого            | 27   | 2    | 1     | 0     | 0           | 0           | 2      | 0      | 30    | 2     |
| Хельсингборг     | Алльсвенскан     | 2014             | 0    | 0    | 3     | 0     | 0           | 0           | 0      | 0      | 3     | 0     |
| Хельсингборг     | Алльсвенскан     | 2015             | 25   | 0    | 0     | 0     | 0           | 0           | 0      | 0      | 25    | 0     |
| Хельсингборг     | Алльсвенскан     | 2016             | 17   | 0    | 0     | 0     | 0           | 0           | 2      | 0      | 19    | 0     |
| Хельсингборг     | Суперэттан       | 2017             | 28   | 2    | 3     | 0     | 0           | 0           | 0      | 0      | 31    | 2     |
| Хельсингборг     | Суперэттан       | 2018             | 18   | 1    | 4     | 0     | 0           | 0           | 0      | 0      | 22    | 1     |
| Хельсингборг     | Алльсвенскан     | 2019             | 15   | 1    | 0     | 0     | 0           | 0           | 0      | 0      | 15    | 1     |
| Хельсингборг     | Алльсвенскан     | 2020             | 9    | 0    | 1     | 1     | 0           | 0           | 0      | 0      | 10    | 1     |
| Хельсингборг     | Суперэттан       | 2021             | 26   | 0    | 2     | 0     | 0           | 0           | 0      | 0      | 28    | 0     |
| Хельсингборг     | Алльсвенскан     | 2022             | 2    | 0    | 0     | 0     | 0           | 0           | 0      | 0      | 2     | 0     |
| Хельсингборг     | Итого            | Итого            | 140  | 4    | 13    | 1     | 0           | 0           | 2      | 0      | 155   | 5     |
| Всего за карьеру | Всего за карьеру | Всего за карьеру | 271  | 13   | 19    | 2     | 5           | 0           | 4      | 0      | 299   | 15    |

## Статистика в сборной
| Матчи и голы Андреаса Ландгрена за национальную сборную Кюрасао | Матчи и голы Андреаса Ландгрена за национальную сборную Кюрасао | Матчи и голы Андреаса Ландгрена за национальную сборную Кюрасао | Матчи и голы Андреаса Ландгрена за национальную сборную Кюрасао | Матчи и голы Андреаса Ландгрена за национальную сборную Кюрасао | Матчи и голы Андреаса Ландгрена за национальную сборную Кюрасао |
| №                                                               | Дата                                                            | Оппонент                                                        | Счёт                                                            | Голы                                                            | Соревнование                                                    |
| --------------------------------------------------------------- | --------------------------------------------------------------- | --------------------------------------------------------------- | --------------------------------------------------------------- | --------------------------------------------------------------- | --------------------------------------------------------------- |
| 1                                                               | 28 января 2009                                                  | Мексика                                                         | 0:1                                                             | 0                                                               | Товарищеский матч                                               |

Итого: 1 матч и 0 голов; 0 побед, 0 ничьих, 1 поражение.